# Вудлінн (Нью-Джерсі)
Вудлінн (англ. Woodlynne) — місто (англ. borough) в США, в окрузі Кемден штату Нью-Джерсі. Населення — 2902 особи (2020).

## Географія
Вудлінн розташований за координатами 39°54′59″ пн. ш. 75°5′44″ зх. д. / 39.91639° пн. ш. 75.09556° зх. д. (39.916478, -75.095549).  За даними Бюро перепису населення США в 2010 році місто мало площу 0,59 км², з яких 0,57 км² — суходіл та 0,02 км² — водойми.

## Демографія
Згідно з переписом 2010 року, у селищі мешкало 2978 осіб у 917 домогосподарствах у складі 700 родин. Було 1016 помешкань
Расовий склад населення:
| - 33,5 % — чорних або афроамериканців - 28,2 % — білих - 9,7 % — азіатів - 0,7 % — корінних американців - 23,1 % — осіб інших рас |

До двох чи більше рас належало 4,7 %. Частка іспаномовних становила 38,3 % від усіх жителів.
За віковим діапазоном населення розподілялося таким чином: 30,2 % — особи молодші 18 років, 63,7 % — особи у віці 18—64 років, 6,1 % — особи у віці 65 років та старші. Медіана віку мешканця становила 29,3 року. На 100 осіб жіночої статі у селищі припадало 97,7 чоловіків;  на 100 жінок у віці від 18 років та старших — 90,6 чоловіків також старших 18 років.
Середній дохід на одне домашнє господарство  становив 51 861 долар США (медіана — 40 913), а середній дохід на одну сім'ю — 52 912 долари (медіана — 43 661). Медіана доходів становила 37 799 доларів для чоловіків та 24 448 доларів для жінок. За межею бідності перебувало 24,9 % осіб, у тому числі 38,1 % дітей у віці до 18 років та 15,1 % осіб у віці 65 років та старших.
Цивільне працевлаштоване населення становило 1328 осіб. Основні галузі зайнятості: мистецтво, розваги та відпочинок — 23,2 %, освіта, охорона здоров'я та соціальна допомога — 21,4 %, науковці, спеціалісти, менеджери — 12,6 %, роздрібна торгівля — 10,0 %.